# 十八亩冢
十八亩冢，位于中国河北省衡水市东韩村，为衡水市饶阳县的一个省级文物保护单位，类型为古墓葬，公布时间为2001年2月7日。
十八亩冢的历史年代为汉代。